# Agata Michalewicz
Agata Michalewicz (ur. 28 kwietnia 1998 w Malborku) – polska siatkarka, grająca na pozycji rozgrywającej, reprezentantka kraju we wszystkich kategoriach wiekowych.
Michalewicz jest absolwentką Szkoły Mistrzostwa Sportowego Polskiego Związku Piłki Siatkowej w Szczyrku. W 2015 roku wraz z reprezentacją Polski kadry B, reprezentowała kraj podczas Ligi Europejskiej. W kolejnym roku otrzymała powołanie do szerokiej kadry reprezentacji Polski seniorek.
W sezonie 2016/2017 w barwach Atomu Trefla Malbork wywalczyła brązowy medal mistrzostw Polski juniorek, a w meczu o trzecie miejsce została wybraną MVP spotkania. Rok wcześniej zdobyła wicemistrzostwo Polski juniorek i tytuł najlepszej rozgrywającej turnieju finałowego. Jako kadetka zdobyła wicemistrzostwo oraz mistrzostwo Polski, a jako młodziczka brązowy oraz dwa złote medale mistrzostw Polski. 

## Sukcesy reprezentacyjne
Mistrzostwa Europy Wschodniej EEVZA kadetek:
- 2013, 2014